# Landesgartenschau Bad Gandersheim 2023
Die Landesgartenschau Bad Gandersheim war die siebte Niedersächsische Landesgartenschau. Sie fand vom 14. April bis zum 15. Oktober 2023 in der niedersächsischen Stadt Bad Gandersheim im Landkreis Northeim unter dem Motto „Garten.Fest.Spiele“ statt.

## Vorgeschichte
Zunächst hatte sich die Stadt Bad Gandersheim erfolglos für die Landesgartenschau 2018 beworben. Anschließend wurde eine Bewerbung für die darauffolgende Landesgartenschau evaluiert. Im Juni 2017 bewarb sich die Stadt offiziell für die Landesgartenschau 2022. Parallel zur Bundestagswahl 2017 wurde eine Bürgerbefragung initiiert, um die Meinung der Bevölkerung zu einer möglichen Austragung in Bad Gandersheim einzuholen. Die Zuschlagsentscheidung erhielt die Stadt bereits wenige Wochen vor der Bundestagswahl. Bei der Befragung wurde eine Zustimmung von circa 60 % erzielt.
Die Veranstalter der ursprünglich für das Jahr 2022 geplanten Gartenschau beschlossen im Dezember 2021 aufgrund der anhaltenden COVID-19-Pandemie, die Veranstaltung um ein Jahr auf 2023 zu verschieben.

## Verkehrsanbindung
Die Landesgartenschau konnte über die Bahnstrecke Börßum–Kreiensen mit dem Bahnhof in Bad Gandersheim erreicht werden. Da dieser zum Zeitpunkt der Landesgartenschau nicht barrierefrei war, gab es zusätzlich stündliche Busverbindungen zwischen dem Haupteingang sowie den Bahnhöfen in Seesen und Kreiensen.

## Fazit und Nachnutzung
Insgesamt wurde eine offizielle Zahl von circa 385.000 Besuche erreicht. Die zunächst öffentlich kommunierte Zahl von 425.000 Besuchen wurde nach einer Neubesetzung der Geschäftsführung korrigiert. Damit wurde das Ziel von 450.000 Besuchern verfehlt. Das Ziel von 2.500 verkauften Dauerkarten wurde mit 11.500 Verkäufen deutlich übertroffen, wobei die Besuche der Dauerkarteninhaber ungefähr 50 % der totalen Anzahl an Besuchen ausmachten.
2024 meldete die Trägergesellschaft der Landesgartenschau beim Amtsgericht Goslar Insolvenz an. Dabei wurde zunächst ein Defizit von 600.000 Euro genannt. Das Defizit wurde im Februar 2025 auf 1,54 Millionen Euro taxiert. Im Rahmen der Insolvenz ermittelt zudem die Staatsanwaltschaft Braunschweig gegenüber der Bürgermeisterin der Stadt Franziska Schwarz sowie Claudia Bastian bezüglich Verdachts der Untreue. Überdies gibt es Ermittlungen der Staatsanwaltschaft gegenüber der ehemaligen Laga-Geschäftsführerin Ursula Hobbie wegen des Verdachts der Insolvenzverschleppung.
Nach Ende der Schau wurden einige temporäre Anlagen, beispielsweise die Themengärten, zurückgebaut. Erhalten bleiben neue Wege, Stege sowie Brücken und das neu gebaute Naturbad, welches Teil der Laga war, und künftig in Regie der Stadt betrieben wird.